# III. Jakab mallorcai király
III. Jakab (Catania, Szicília, 1315. április 15. – Llucmajor, Mallorca, 1349. október 25.), katalánul: Jaume III de Mallorca, spanyolul: Jaime III de Mallorca, olaszul: Giacomo III di Maiorca, franciául: Jacques III de Majorque, okcitánul: Jacme III de Malhòrca, görögül: Ιάκωβος Γ' της Μαγιόρκας, latinul:  Iacobus III, Rex Maioricae, Mallorca királya, Rousillon, Cerdanya grófja, Aumelas bárója és Montpellier ura, Achaja címzetes uralkodó hercege. A Barcelonai-ház mallorcai ágának a tagja.

## Élete
Apja Ferdinánd mallorcai királyi herceg (infáns), I. Ferdinánd néven Achaja uralkodó hercege, II. Jakab mallorcai király és Foix Esclarmunda harmadszülött fia.
Édesanyja Sabran Izabella, Akova (Matagrifon) úrnője, Isnard de Sabran és Villehardouin Margit achajai hercegnő lánya. 1315. április 15-én született a szicíliai Cataniában. Anyja pár héttel a születése után, 1315. május 7-én meghalt gyermekágyi lázban. Apja újranősült, de meghalt még mielőtt másodszülött fia világra jöttét megérhette volna. 1316-ban első felesége jogán Achaja uralkodó hercegévé kiáltották ki Burgundi Lajos és I. Matild hercegnő ellenében. I. Matild anyai ágon Ferdinánd infáns első feleségének, Sabran Izabellának az elsőfokú unokatestvére volt. Jakab apja, Ferdinánd az akháj trónért vívott csatában Burgundiai Lajos fogságába került, aki lefejeztette a már több mint egyéves kis Jakab apját, Ferdinándot. Jakab öccse, ifjabb Ferdinánd 1317-ben született meg. Mivel apját korán elvesztette, és apja bátyjának, I. Sanchónak nem született törvényes gyermeke Anjou Máriával kötött házasságából, így nagybátyját követte a mallorcai trónon 1324-ben. Miután Jakab ekkor még csak kilencéves volt, ezért apja öccse, Fülöp infáns uralkodott helyette régensként.
Első felesége, Aragóniai Konstancia volt, aki két gyermeket szült. Feleségének az öccse, IV. Péter aragóniai király 1343-ban elűzte sógorát, III. Jakabot Mallorcáról, mert nem volt hajlandó letenni neki a hűbéresküt. Felesége, Aragóniai Konstancia halála (1346) után egy évvel III. Jakab újranősült, és 1347-ben feleségül vette elsőfokú unokatestvérét, Vilaragut Berengárnak, Albaida bárójának, Sant Martí és Subirats urának, valamint Mallorcai Saurának (vagy Laurának/Maurának) (–1333), II. Jakab mallorcai király természetes lányának a lányát, Vilaragut Jolánt. A házasságból két lány született: Esclarmunda (1348–1349) és Mária, de mindketten meghaltak kiskorukban. A trónjáért küzdő III. Jakab 1349. október 25-én halt meg egy IV. Péter ellen vívott Llucmajor melletti csatában Mallorca szigetén. A mallorcai király özvegye és gyermekei az aragón király fogságába kerültek.
Lányát, Aragóniai Izabella (Erzsébet) mallorcai királyi hercegnőt III. Jakab özvegye, Jolán királyné összeházasította a második férjének, Braunschweigi Ottónak a montferrati rokonával, a Palaiologosz-házi II. János montferrati őrgróffal 1358-ban, mely házasságból öt gyermek született.
A fia, a mentálisan retardált IV. Jakab címzetes mallorcai király, akinek az elszenvedett lelki kínzások mély nyomot hagytak a lelkében, melyeket a nagybátyja, IV. Péter aragóniai király követett el rajta, amikor 12 éves korától 13 éven keresztül egy vasketrecben tartotta a mallorcai trónörököst, csak 1362-ben szabadult meg a fogságból. 1363-ban a testileg jó fizikumú Jakabot összeházasították a nála 11 évvel idősebb I. Johanna nápolyi királynővel V. Orbán pápa ajánlására. A házasság, úgy tűnt, minden nehézsége ellenére szerencsés az utódlás tekintetében, mert a királynő hamarosan teherbe esett, de az örömbe üröm vegyült, hiszen nem tudta kihordani a gyermekét, és elvetélt. Ekkor végleg megromlott a házastársak közötti kapcsolat, és férje dührohamai miatt az életéért aggódó Johanna száműzte férjét, aki elvesztett országáért harcolt a nagybátyjával, majd e küzdelem közepette vesztette életét 1375-ben.
III. Jakabot sógora és vetélytársa, Szertartásos Péter a Valenciai Székesegyházban temettette el. 1900-ban XIII. Alfonz spanyol király uralkodása idején, aki III. Jakab 18. (generációs) leszármazottja volt, földi maradványait Mallorcára szállították, és Palmában, a Szűz Mária Székesegyházban helyezték végső nyugalomra.

## Gyermekei
- 1. feleségétől, Konstancia (1318–1346) aragón királyi hercegnőtől (infánsnőtől), 2 gyermek:
  - Jakab (1337–1375), IV. Jakab néven Mallorca címzetes királya, felesége I. Johanna (1326–1382) nápolyi királynő, 1 gyermek:
    - N. (gyermek) (elvetélt 1364)

  - Izabella (Erzsébet) (1338–1404), I. Izabella néven 1375-től Mallorca címzetes királynője, 1. férje II. (Palaiologosz) János (1313–1372), Montferrat őrgrófja, 5 gyermek, 2. férje Konrad von Reischach zu Jungnau (–1417/18), Ehingen és Schelklingen zálogtulajdonos ura (1385), Achalm várura (1409), 1 fiú,[3] 6 gyermek, többek között:
    - (második házasságából): Michael von Reischach (–1417/18), apjával együtt meggyilkolták a gaienhofeni várukban
- 2. feleségétől, Vilaragut Jolán (1320/25–1369/72) albaidai bárónőtől, 2 leány:
  - Esclarmunda (1348–1349) mallorcai királyi hercegnő
  - Mária (megh. fiatalon) mallorcai királyi hercegnő
- Házasságon kívüli kapcsolatából, 2 gyermek:
  - János (1335 körül–1374 után), felesége Eslavai Konstancia, nem születtek gyermekei
  - Konstancia (1337 körül–), 1. férje Lauriai János Alfonz (1330–1369 után), Lauriai Alfonz, Cocentaina ura fia, nem születtek gyermekei, 2. férje Humbert de Fenollar, Banyalburfar bárója